# Parafia Bożego Ciała i św. Barbary w Rybniku
Parafia Bożego Ciała i św. Barbary w Rybniku – rzymskokatolicka parafia należąca do dekanatu niedobczyckiego w archidiecezji katowickiej, metropolii katowickiej, w dzielnicy Rybnika - Niewiadom. 
Parafia została utworzona 3 października 1982 roku. Budowniczym kościoła parafialnego był ks. Władysław Kolorz. Kościół poświęcono 12 kwietnia 1987 roku.

## Grupy parafialne
Na terenie parafii działa kilkanaście grup parafialnych:
- Schola,
- Ministranci,
- Eucharystyczny Ruch Młodych,
- Katecheza dla dorosłych,
- Zespół Misyjny,
- Legion Maryi,
- Wspólnota Żywego Różańca,
- Czciciele Bożego Miłosierdzia,
- Czciciele Niepokalanego Serca NMP,
- Czciciele Najświętszego Serca Pana Jezusa,
- Zespół „Caritas”,
- Grupa dbająca o porządek wokół kościoła,
- Grupa Wsparcia (spotkania duszpasterskie),
- Oaza Rodzin.